# Сендвіч-панелі
У матеріалознавстві сендвіч-структурований композит — це особливий клас композитних матеріалів, які виготовляються шляхом прикріплення двох тонких, але жорстких оболонок до легкої, але товстої серцевини. Основний матеріал зазвичай має низьку міцність, але його більша товщина забезпечує сендвіч-композиту високу жорсткість на вигин із загальною низькою щільністю.

## Типи сендвіч-панелей

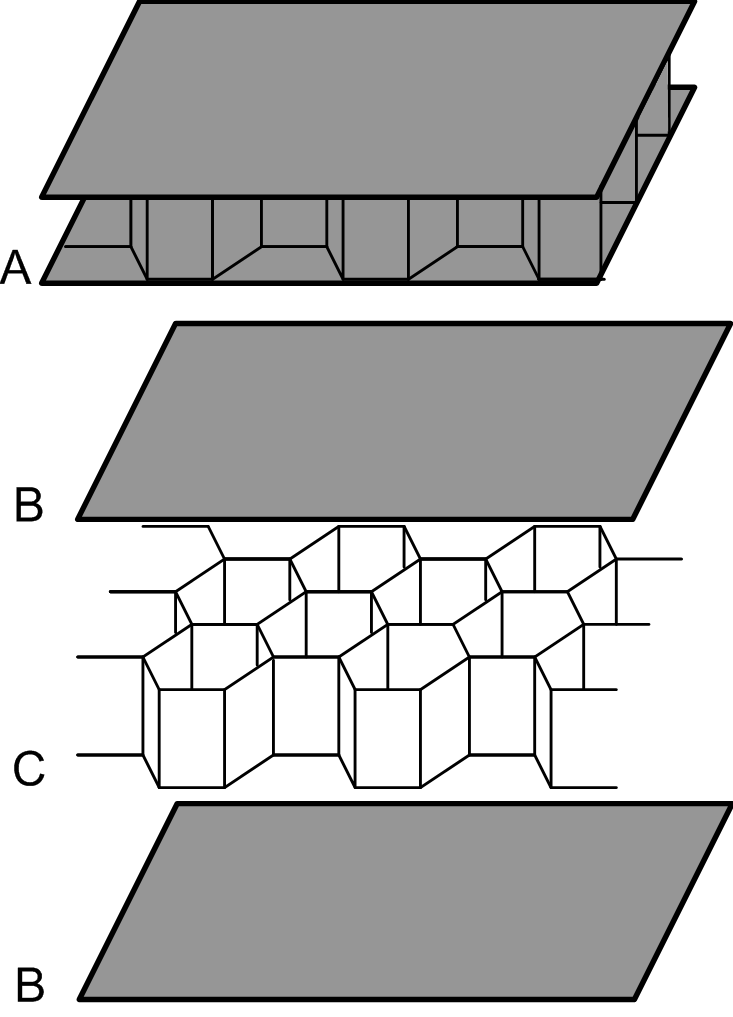
Зверху зображено композитний сендвіч у зборі (А); під ним лицьові оздоблювальні панелі (B) й утеплювач (C).

Сендвіч-панелі бувають двох типів: стінові та покрівельні.
Стінові сендвіч-панелі можуть мати наступне профілювання: гладке, мікро, лінійне, ребристе, хвилясте.
Покрівельні сендвіч-панелі можуть бути профільованими з обох боків або тільки із зовнішнього боку.

## Утеплювач
Як утеплювач використовуються:
- мінеральна вата (базальтове волокно);
- пінополіуретан ППУ;
- пінополістирол;
- поліізоціанурат;
- скловолокно.

Найбільш розповсюдженими є сендвіч-панелі з утеплювачем мінеральна вата або пінополіізоцианурат (PIR).

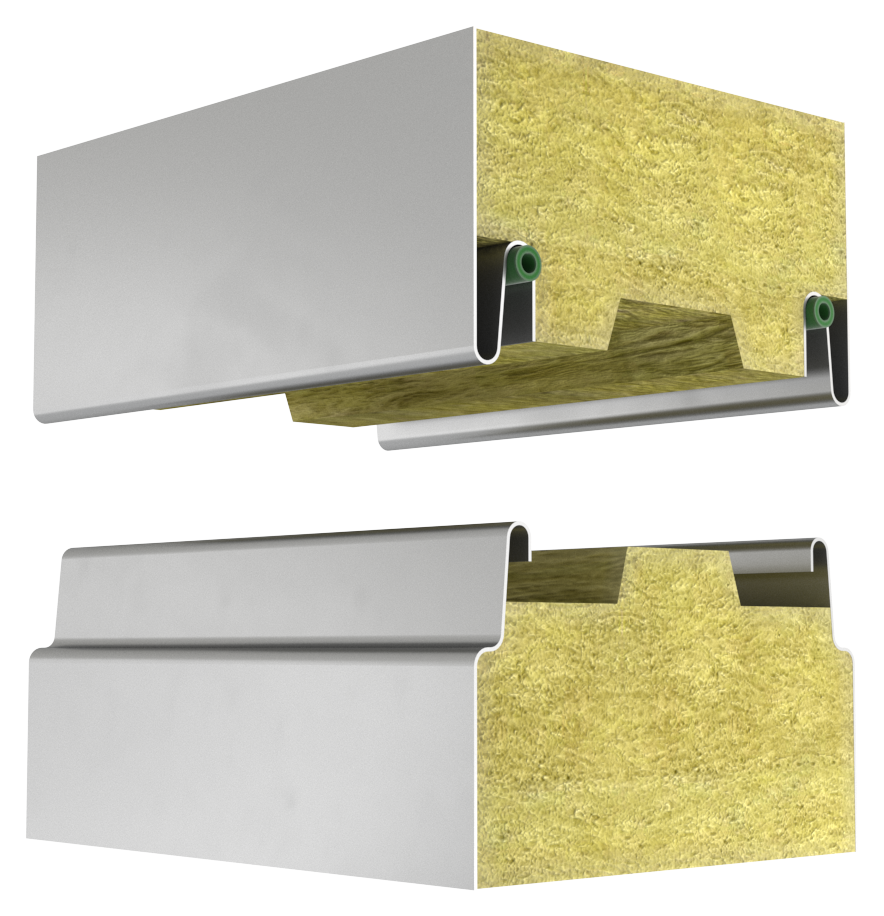
Замкова частина сендвіч-панелі Ruukki з наповнювачем мінеральна вата і EPDM-ущільнювачем

### Мінеральна вата
Один з найбільш застосовуваних нині утеплювачів для сендвіч-панелей. Базальтове волокно виробляється з силікатних розплавів гірських порід, шлаків або їх поєднань. Як правило, панелі з мінеральною ватою актуальні під час зведення нескладних за конструкцією будівель, ремонт яких за необхідністю буде проведений дуже швидко. Мінеральна вата цінна тим, що не підтримує відкритого горіння; вона забезпечує відмінні показники тепло- й звукоізоляції, стійко переносить температурні коливання, дію агресивних речовин.

### Пінополіуретан (ППУ)
Має комірчасту структуру. Його вирізняє унікальне поєднання легкості й міцності. Довговічність експлуатації ППУ не залежить від рівня вологості навколишнього середовища. Панелі з пінополіуретаном забезпечують високий рівень гідро- й теплоізоляції. ППУ не схильний до дії плісняви, грибків, комах і гризунів, а також інших несприятливих біологічних чинників. ППУ належить до категорії матеріалів, які важко горять, особливо його різновид поліізоціанурат (ПІЦ). Під час дії відкритого полум'я на поверхні ПІЦ утворюється вуглецева кірка-матриця, що перешкоджає подальшому поширенню полум'я і сприяє самозатуханню матеріалу.

### Пінополістирол
Легкий матеріал, що має комірчасту структуру. Це утеплювач, який широко використовується у будівництві цехів, складських приміщень, торгових павільйонів, холодильних камер, дачних і житлових будинків за «канадською технологією» тощо. Сендвіч-панелі з пінополістиролом монтуються/демонтуються за короткі терміни.

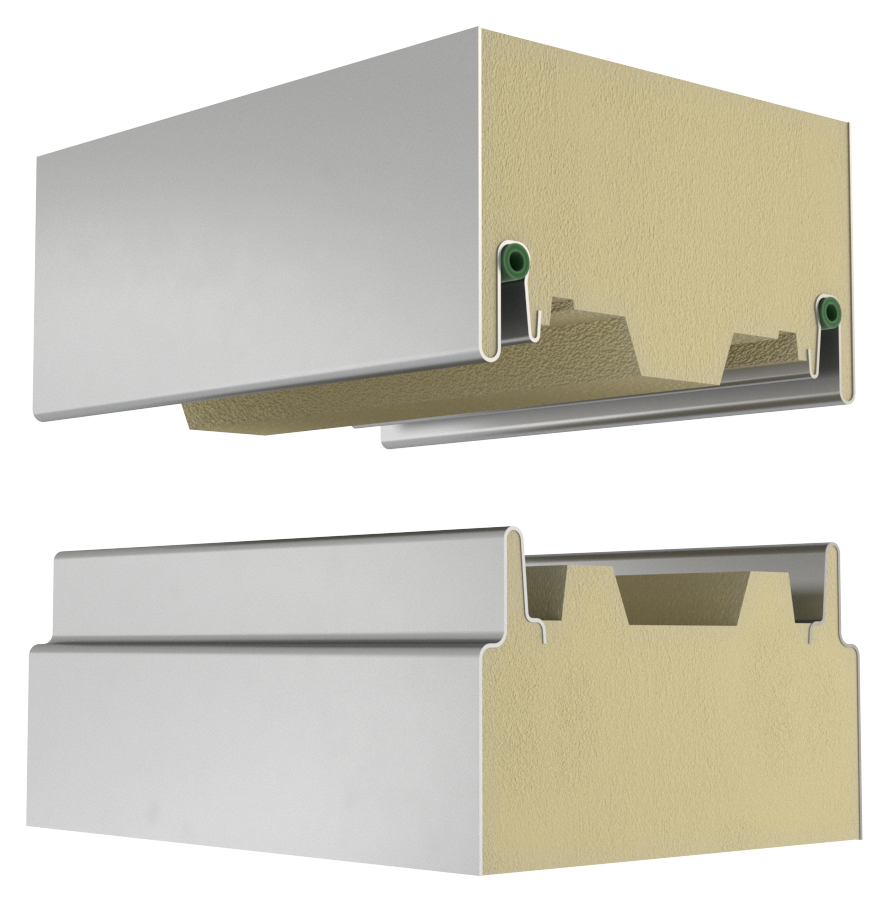
Замкова частина сендвіч-панелі Ruukki з наповнювачем пінополіізоцианурат (PIR) і EPDM-ущільнювачем

### Поліізоціанурат
Поліізоціанурат або PIR — теплоізоляційний матеріал сендвіч панелей, який складається на 99% із закритих пор, має низькій коефіцієнт теплопровідності (λ=0,021 Вт/м*С). Основна його відмінність з пінополіуретан (ППУ) в тому, що поліізоціанурат можна експлуатувати при температурі до 140 градусів вище нуля. Можна сказати, що PIR є різновидом ППУ в тому, що має підвищену стійкість до вогню. При загорянні зовнішній шар матеріалу обвуглюється. Новоутворена вуглецева матриця, що має пористу структуру, захищає внутрішні шари від подальшого горіння.

### Скловолокно
Специфічний матеріал, який виробляють з дуже тонких скляних ниток. Панелі зі скловолокном передусім мають попит завдяки своїм звукопоглинальним властивостям. За загальними характеристиками скловолокно схоже на базальтові волокна. Воно негорюче, екологічне, зручне в перевезенні й монтажі. Відзначається хороша стійкість до дії хімічних речовин. Сендвіч-панелі зі скловолокна не можна використовувати за температури більш ніж 40 °C.

## Покриття
Зовнішні шари сендвіч-панелей виготовляються, як правило, з оцинкованої сталі, проте можуть виготовлятися і з інших матеріалів, зокрема композитів на основі деревинної стружки. Для покриття зі сталі важливий склад додаткового покриття, якість якого багато в чому визначає характеристики сендвіч-панелей (термін служби, вицвітання і т. д.).
Основні матеріали, що використовуються як покриття для сендвіч-панелей:
- оцинкована сталь;
- алюцинк;
- кортен (Cor-ten, кортенова сталь);
- гіпсокартон;
- пластизол;
- полідифторіонад;
- поліестер;
- пурал.

Оцинкована сталь надійно захищає поверхню від корозії. Довговічність конструкції прямо пропорційна товщині шару цинку. Для покриття характерна легкість у використанні.
Алюцинк — це сплав алюмінію і цинку, запатентований американською компанією Bethlehem Steel (зараз Mittal Steel). Точний склад речовини — 55 % алюмінію, 43,4 % цинку, 1,6 % кремнію. Покриття відбиває ультрафіолетове випромінювання. Панелі з таким верхнім шаром можуть експлуатуватися за температури до +315 °C.
Кортенова_сталь — атмосферостійка, що має властивість самостійно з часом змінювати свій колір. Спочатку листи Кортен мають глянсову сталеву поверхню, а з часом під впливом циклічного намокання та висихання сталь покривається оксидною плівкою, змінюючи своє забарвлення спочатку на світло-помаранчевий, потім — на коричневий, а пізніше колір наближається до насичено-бурого. З 2021 року сендвіч-панелі з облицюванням Кортен доступні в Україні.
Гіпсокартон — матеріал із двох листів будівельного картону з гіпсовим осердям. Це легке й абсолютно безпечне покриття для панелей; актуальне для використання в оздобленні житлових приміщень.
Пластизоль — це модифікований за допомогою пластифікаторів полівінілхлорид. Завдяки підвищеній щільності покриття зберігає свої експлуатаційні властивості навіть у несприятливих умовах навколишнього середовища. Пластизоль добре переносить механічний вплив. Підходить як для внутрішнього, так і для зовнішнього оздоблення.
Пластикові листи з жорсткого ПВХ, полістиролу або поліпропілену застосовуються для виробництва сендвіч-укосів під час обробки вікнин.
Полідифторіонад (PVF2) — склад, що формується з 80 % пластизолу й 20 % акрилу. Шар полідіфторионаду надійно захищає матеріал від шкідливої дії перепадів температур, ультрафіолету, корозії.
Поліестер виробляється з поліефірів, має волокнисту структуру. Добре переносить навіть регулярну дію високих температур. Покриття на основі поліестеру не вигоряє, адекватно сприймає механічний вплив.
Пурал — речовина, яку отримують з модифікованого поліамідом поліуретану. Захищає поверхню від корозії, вигорання, руйнування під дією перепаду температур. Використовується як всередині, так і зовні будівлі.
Орієнтовано-стружкова плита (ОСП) створюється шляхом склеювання дерев'яної стружки під високим тиском.
Вологостійкий оргаліт — композитний матеріал з деревних волокон і стружок на основі клею. Міра вологостійкості матеріалу залежить від вживаного клею як всередині, так і зовні будівлі.

## Колір сендвіч-панелей
Для сендвіч-панелі з покриттям зі сталі гама відтінків визначається за міжнародними колірними каталогами RR (RaColor — 22 основні кольори) і RAL (RAL 841 GL — 202 кольори, RAL 840 HR — 17 кольорів). Під час вибору кольору враховується його здатність до світлопоглинання/світловідбиття, оскільки в сукупності з характеристиками довкілля ця умова багато в чому зумовлюватиме загальний термін служби будівлі.
Чим темніше колір, тим сильніше нагрівається зовнішня обшивка, тому темні кольори не рекомендується застосовувати на покрівлі, де панель буде сильніше нагріватися під впливом сонця і з часом може стати хвилястою, а обшивка відшаровуватися від наповнювача.
Колірні групи за впливом теплових навантажень на конструкції з сендвіч-панелей.
| I колірна група – дуже світлі кольори | RAL: 1015, 1016, 1018, 6019, 7035, 9001, 9002, 9010 |
| II колірна група – світлі кольори     | RAL: 1002, 1003, 1004, 1014, 1017, 1019, 1021, 1023, 1035, 2000, 2003, 2004, 2008, 2009, 5012, 5018, 5024, 6018, 6021, 6033, 7000, 7037, 7040, 9006, 9022, RR: 20, 21, 24, 30, 40                          |
| III колірна група – темні кольори     | RAL: 3000, 3002, 3003, 3005, 3011, 3013, 5002, 5005, 5009, 5010, 5011, 5022, 6000, 6003, 6005, 6011, 6020, 6029, 7015, 7016, 7022, 7024, 8016, 8017, 8023, 9005, 9007, RR: 22, 23, 29, 34, 35, 36, 41, 288 |

## Теплотехнічні властивості
Найважливішим параметром енергоефективності сендвіч-панелей є термоопір (R0), що враховує теплові втрати в замковій частині конструкції. Мінімальний приведений опір теплопередачі (при 25 °С) для якісних сендвіч-панелей провідних європейських виробників представлено в таблиці:
| Товщина панелі, мм | Термоопір R0, м2*К/Вт | Термоопір R0, м2*К/Вт |
| Товщина панелі, мм | Мінеральна вата       | Пінополіізоцианурат   |
| 40                 | -                     | 2,0                   |
| 60                 | -                     | 2,9                   |
| 80                 | 2,1                   | 3,8                   |
| 100                | 2,6                   | 4,7                   |
| 110                | 2,8                   | 5,2                   |
| 120                | 3,1                   | 5,7                   |
| 140                | 3,6                   | 6,6                   |
| 150                | 3,8                   | 7,0                   |
| 160                | 4,1                   | 7,5                   |
| 170                | 4,3                   | 7,9                   |
| 180                | 4,6                   | 8,4                   |
| 200                | 5,1                   | 9,3                   |
| 210                | 5,3                   | -                     |
| 230                | 5,8                   | -                     |

Конструкція будівлі з сендвіч-панелей може вважатися енергоефективною, якщо її повітропроникність становить менше 1,5 3/м2год. При цьому кращі зразки панелей можуть досягати повітропроникності в межах 0,6-0,9 м3/м2год.

## Переваги матеріалу
- Короткі строки зведення або ремонту будівель;
- будівництво може проводитися у будь-яку пору року, практично незалежно від температури;
- високі показники теплоізоляції;
- екологічність, гігієнічність, безпека для людини;
- низьке навантаження на фундамент будівлі;
- легкість транспортування;
- не потрібна додаткова обробка окрім SIP-панелей;
- висока звукоізоляція;
- можливість використання у сфері харчової промисловості й медичних установах;
- відсутність реакції на дію хімічно агресивних речовин або біологічних чинників (пліснява, грибок);
- низька ціна порівняно з аналогами (цегла, бетон, дерево).

## Обмеження матеріалу
- Витримують навантаження до 300 кг/м2;
- Сендвіч-панелі з наповненням з мінеральної вати не можна експлуатувати в будівлях з підвищеним рівнем вологості;
- Сендвіч-панелі з наповненням PIR не можна експлуатувати в будівлях з вимогами до конструкцій по вогнестійкості вище ніж EI60;
- Для SIP-панелей (дерев'яні) необхідно регулярного оновлеювати вогне- та біозахист;
- Імовірність косметичного ушкодження обшивки панелі будівельною технікою під час будівництва.

## Сендвіч-панелі поелементного складання
Окрім класичних існує й інший різновид сендвіч-панелей — це панелі поелементного складання. Основною відмінністю від класичних панелей є те, що вони збираються і монтуються безпосередньо на будівельному об'єкті з трьох видів комплектуючих: самонесучого касетного профілю (основи панелі поелементного складання), утеплювача і, як правило, профлиста як зовнішнього шару. Такі панелі є економнішими, але і більш трудомісткими у процесі монтажу швидкоспоруджуваних будівель.
Основою для стін з панелей поелементного складання є внутрішні стінові касети (ВСК) – це профільована конструкція з тонколистової оцинкованої сталі, що використовується в якості несної основи для стін. На відміну від сендвіч-панелей заводського виготовлення стіни з ВСК мають гірші теплотехнічні та вогнестійкість.

## Несна здатність
Зазвичай підбір виду наповнювача і товщини сендвіч-панелей здійснюється за допомогою таблиць несної здатності, які надаються виробниками. Для автоматизованого розрахунку компанія Ruukki розробила програму TrayPan, яка дозволяє за лічені хвилини здійснити розрахунок несної здатності сендвіч-панелей з урахуванням всіх видів навантажень та особливостей умов експлуатації.

## Інтернет-ресурси
- SandwichPanels.org – Composite sandwich structure information
- Diab Sandwich Handbook
- Honeycomb Sandwich Design Technology
- Engineered timber sandwich core materials – Composite sandwich structure information
- -Application of aluminium honeycomb sandwich panel as an energy absorber of high-speed train nose